# Lista de Governadores de Puebla

Brasão do Estado Livre e Soberano de Puebla

Esta é uma lista de governadores de Puebla, unidade federativa dos Estados Unidos Mexicanos.

## Século XXI
| Governador (a) | Governador (a) | Governador (a)            | Periodo                                       | Partido | Notas |
| -------------- | -------------- | ------------------------- | --------------------------------------------- | ------- | --- |
|                |                | Manuel Bartlett Díaz      | 1 de Fevereiro de 1993 31 de Janeiro de 1999  |         | |
|                |                | Melquíades Morales Flores | 1 de Fevereiro de 1999 31 de Janeiro de 2005  |         | |
|                |                | Mario Marín Torres        | 1 de Fevereiro de 2005 31 de Janeiro de 2011  |         | |
|                |                | Rafael Moreno Valle Rosas | 1 de Fevereiro de 2011 31 de Janeiro de 2017  |         | |
|                |                | José Antonio Gali Fayad   | 1 de Fevereiro de 2017 13 de Dezembro de 2018 |         | Eleito para um mandato de um ano e dez meses, para coordenar às eleições locais, juntamente com às Eleições Federais. |
|                |                | Martha Érika Alonso       | 14 de Dezembro-24 de Dezembro de 2018         |         | Faleceu no cargo após um acidente aéreo.                                                                              |
|                |                | Jesús Rodríguez Almeida   | 24 de Dezembro de 2018-21 de Janeiro de 2019  |         | Governador Interino.                                                                                                  |
|                |                | Guillermo Pacheco Pulido  | 21 de Janeiro de 2019 31 de Julho de 2019     |         | Governador interino, nomeado pelo Congresso Estadual de Puebla.                                                       |
|                |                | Miguel Barbosa Huerta     | 1 de Agosto de 2019 13 de Dezembro de 2022    |         | Faleceu no cargo. |
|                |                | Ana Lucía Hill Mayoral    | 13 de Dezembro de 2022 15 de Dezembro de 2022 |         | Secretária de governo. Governadora Interina, após o falecimento do Titular                                            |
|                |                | Salomón Céspedes          | 15 de dezembro de 2022 Atualmente             |         | Governador substituto, nomeado pelo Congresso de Puebla                                                               |